# Les noies enamorades
Les noies enamorades és un sainet barceloní en dos actes, el segon dividit en dos quadres, original d'Avel·lí Artís i Balaguer, estrenat per primera vegada al teatre Romea de Barcelona, la vetlla del 21 d'octubre de 1924.
L'acció passa a Barcelona.

## Sinopsi
L'argument de la història gira al voltant d'un jove que galanteja amb les noies del barri, desvetllant en elles esperances amoroses. Un dia, s'assabenten que el noi és vidu i que està a punt de casar-se per segona vegada. La resta de "desenganyades" li posen un parany per tal d'avergonyir-lo i deixar-lo en ridícul per tot el veïnat.

## Repartiment de l'estrena
- En Sebastià, 29 anys: Pius Daví.
- La Mercè, 20 anys: Pepeta Fornés.
- La Carmeta, 20 anys: Maria Lluïsa Rodríguez.
- En Baldiró, 40 anys: Joaquim Montero
- La senyora Pepa, 50 anys: Maria Morera.
- El Taverner, 28 anys: Domènec Aymerich
- La Teresa, 28 anys: Teresa Gay.
- La Roseta, 18 anys: Elvira Jofre.
- L'Encenalls, 18 anys: Enric Lluelles.
- En Garlopa, 26 anys: Just Gómez.
- En Barberet, 30 anys: August Barbosa.
- En Cisquet, 26 anys: Avel·lí Galceran.
- En Miquel, 30 anys: Lluís Teixidor.
- Peixetera 1ª, 40 anys: Emília Baró.
- Peixetera 2ª, 40 anys: Matilde Xatart.
- L'Home del carretó, 50 anys: Antoni Martí.
- La Senyora Caterina, 60 anys: Maria Redó.
- L'Urbà, 40 anys: Francesc Ferrándiz.
- La noia rossa, 20 anys: Maria Redó.
- El noi que festeja, 17 anys: Miquel Arbós.
- Un home, 35 anys: Delfí Biosca.
- Un altre home, 24 anys: Miquel Arbós
- La Promesa, 18 anys: Francisca Arroyo.